# Yannick Jadot

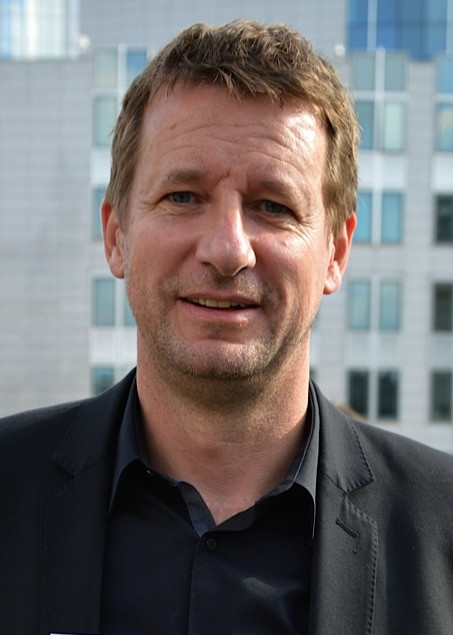
Yannick Jadot (2014)

Yannick Jadot (* 27. Juli 1967 in Clacy-et-Thierret, Département Aisne) ist ein französischer Umweltaktivist und Politiker (EELV). Jadot war von 2009 bis 2023 Mitglied des Europäischen Parlaments. Seit 2023 ist er Mitglied des französischen Senats. In den Medien gilt er als „Grünen-Galionsfigur“ Frankreichs.

## Leben
Jadot studierte Wirtschaftswissenschaften an der Universität Paris-Dauphine. Er lebte mehrere Jahre in Burkina Faso und in Bangladesch, wo er in der Entwicklungshilfe und im Umweltschutz tätig war. Jadot ist Mitglied von Solagral, einer Nichtregierungsorganisation, die darauf spezialisiert ist, internationale Konferenzen zu Handels-, Umwelt-, Landwirtschafts- und anderen Fragen zu verfolgen und dabei Entwicklungsländer zu unterstützen. Außerdem leitete Jadot von 2002 bis 2008 verschiedene Kampagnen für Greenpeace France und war einer der Gründer und der Sprecher von Alliance pour la planète, einer Dachorganisation für verschiedene Umweltverbände.

## Politische Laufbahn

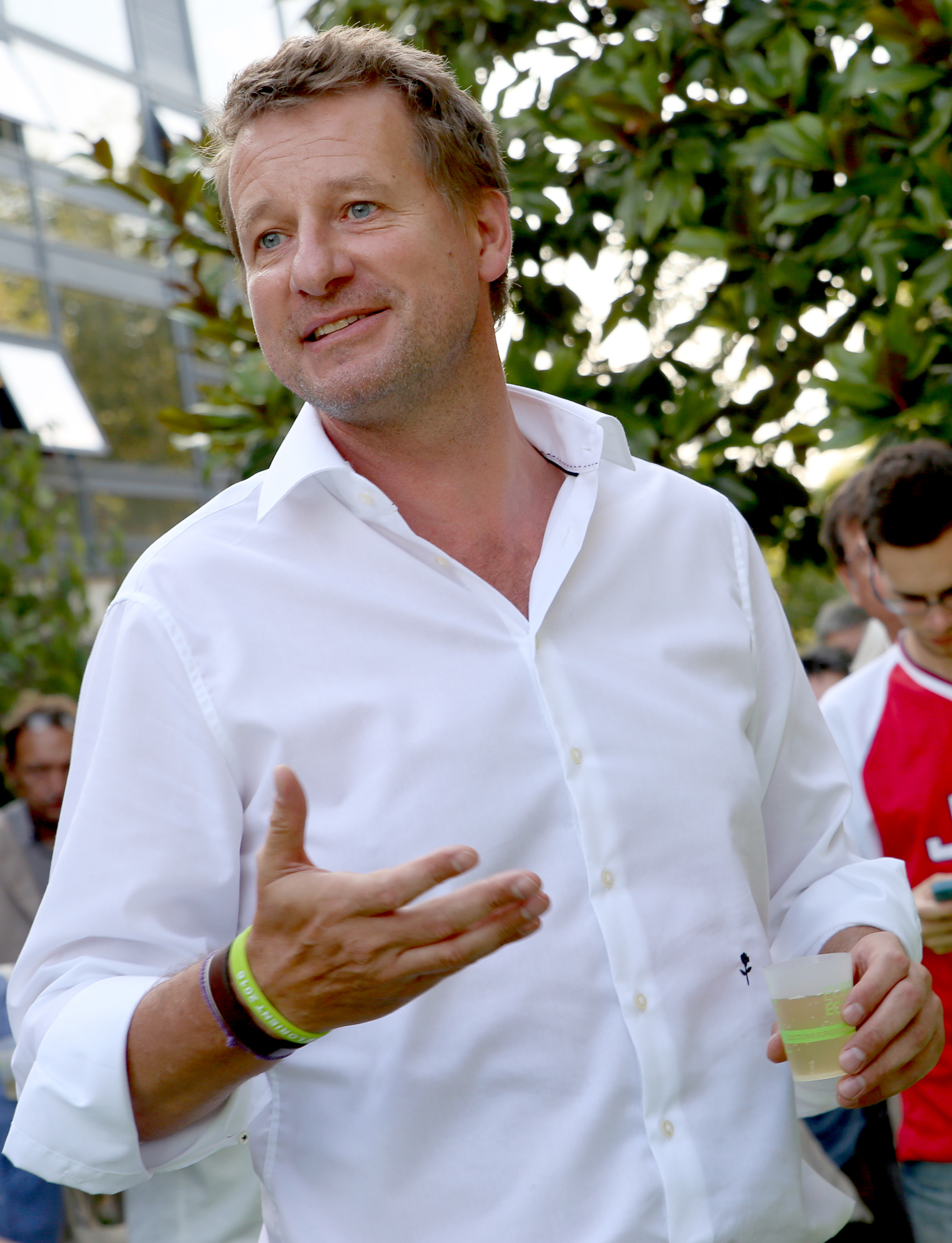
Yannick Jadot im 2016

Anfang September 2008 kündigte Jadot an, Greenpeace zu verlassen und sich dem neu gegründeten grünen Wahlbündnis Europe Écologie anzuschließen, mit dem die französischen Grünen unter Leitung von Daniel Cohn-Bendit zur Europawahl in Frankreich 2009 antraten. Jadot war Spitzenkandidat im Wahlkreis Ouest und gewann einen Sitz im Europäischen Parlament. Er war in der siebten Legislaturperiode stellvertretender Vorsitzender im Ausschuss für internationalen Handel. 2014 wurde er erneut ins Europaparlament gewählt.
Für Europe Écologie-Les Verts hatte Jadot seine Kandidatur bei der Präsidentschaftswahl in Frankreich 2017 angekündigt, teilte aber im Februar 2017 mit, dass er seine Kandidatur zugunsten des Kandidaten Benoît Hamon (PS) aufgibt.
Für die Europawahl 2019 nominierte ihn seine Partei zum Spitzenkandidaten der gemeinsamen Liste von Europe Écologie-Les Verts (EELV), Alliance écologiste indépendante (AEI) sowie Régions et peuples solidaires. Die gemeinsame Liste gewann 13,43 Prozent und damit 13 der 79 französischen Mandate. Jadot trat wieder der Fraktion der Grünen/EFA bei. In der neunten Legislaturperiode des Parlamentes war er für seine Fraktion Mitglied im Ausschuss für Umweltfragen, öffentliche Gesundheit und Lebensmittelsicherheit sowie stellvertretendes Mitglied im Ausschuss für internationalen Handel.
Bei den Vorwahlen des „pôle écologiste“ gewann Jadot am 28. September 2021 die Stichwahl gegen Sandrine Rousseau und wurde damit Kandidat des ökologischen Spektrums für die französische Präsidentschaftswahl 2022. Er erreichte 4,6 % der Stimmen im ersten Wahlgang und schied somit aus.
2023 wurde Jadot in den französischen Senat gewählt. Im Zuge dessen legte er im Herbst 2023 sein Mandat im Europaparlament nieder. Für ihn rückte Lydie Massard nach.